# Никольское (деревня, Костромской район)
Никольское — деревня в Костромском районе Костромской области. Входит в состав Кузнецовского сельского поселения.

## География
Находится в юго-западной части Костромской области на расстоянии приблизительно 30 км на северо-восток по прямой от железнодорожной станции Кострома-Новая.

## История
Известно, что в 1907 году здесь было учтено 34 двора.

## Население
Постоянное население составляло 209 человек (1897 год), 198 (1907), 0 человек в 2002 году (русские 85 %), 8 в 2022.